# Bikács
Bikács è un comune dell'Ungheria centro-meridionale di 450 abitanti (dati 2008). È situato nella contea di Tolna.